# Катерина II (панцерник)
Барбетний броненосець «Катерина II» — перший у серії з чотирьох кораблів цього типу. Інші броненосці типу «Катерина II» — «Чесма», «Синоп» та «Георгій Побідоносець».

## Історія
1880-ті роки стали періодом відродження російського флоту, і російські суднобудівники уважно придивлялися до всіх закордонних нововведень, намагаючись (і не без успіху) перейняти позитивні риси будь-якої ідеї.
Коли у 1882 році постало питання про будівництво першого ескадреного броненосця для Чорного моря, як його прототип розглядалися і британський «Аякс», і французький «Кайман» і російський «Петро Великий», але в підсумку вийшов абсолютно оригінальний проєкт високобортного корабля з трикутним розташуванням шести 12-дюймових знарядь в спарених барбетних установках. Важко сказати, чим обумовлена така схема розташування артилерії головного калібру, невдала для лінійного ескадреного бою.

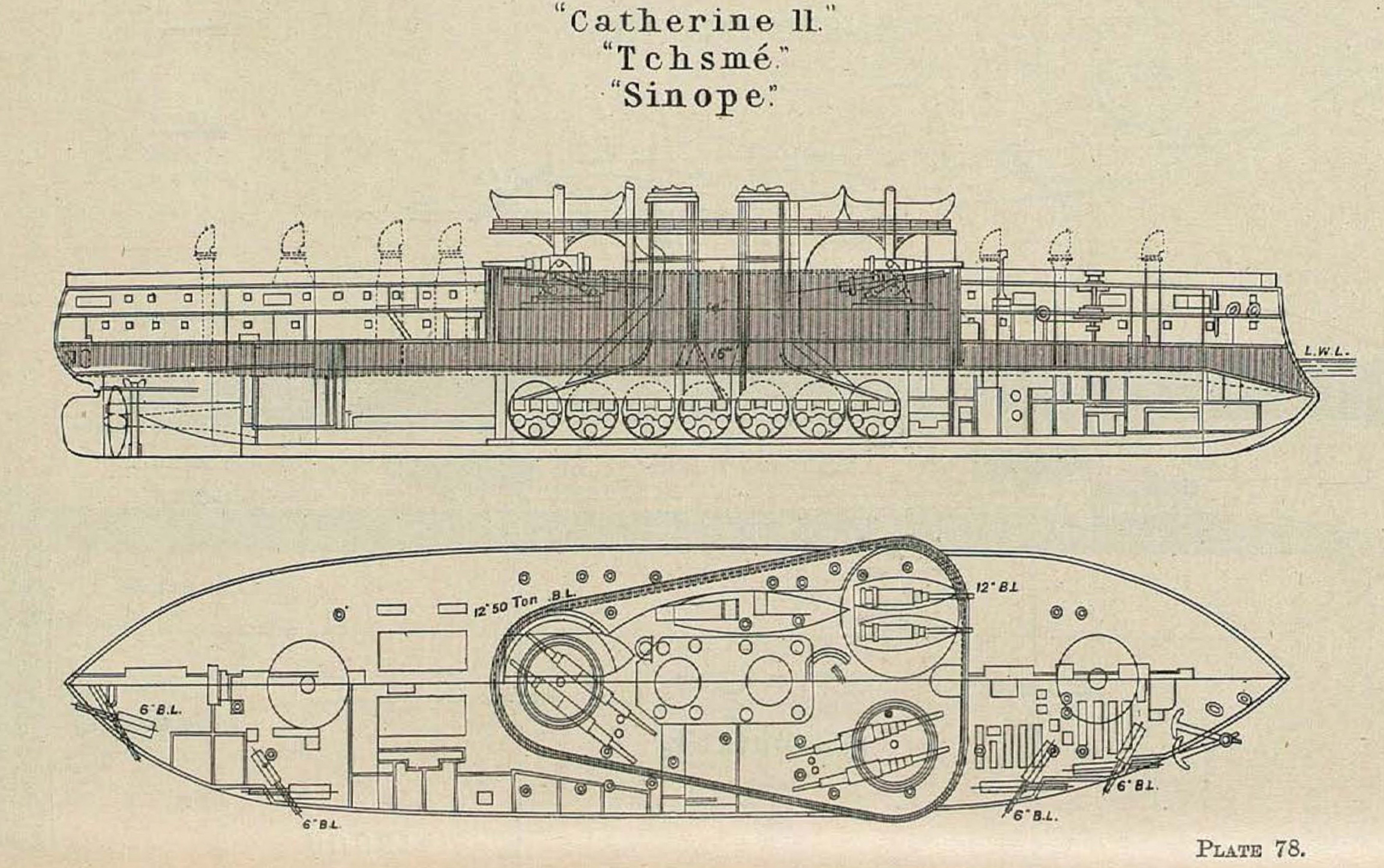
Схема проєкту «Катерина II», Brassey's Naval Annual 1896

У прийнятому варіанті розміщення артилерії був істотний недолік: практично в будь-якому секторі обстрілу могли вести вогонь тільки дві установки. Варто також відзначити, що через недостатню міцність палуби стрілянина прямо по курсу була ускладнена, оскільки наносила шкоду самому кораблю.
Артилерія посилилася не тільки кількісно, але і якісно: 305-мм гармати з довжиною ствола в 30 калібрів могли пробивати значно товстішу броню, ніж 20-каліберне знаряддя «Петра Великого». Морський Технічний комітет вирішив замість Цитадельної схеми бронювання застосувати повний пояс по всій довжині ватерлінії. До недоліків можна віднести лише встановлення допоміжної 152-мм артилерії в неброньованій батареї на носі і кормі, але подібна схема застосовувалася в той час на броненосцях усього світу. Необхідність захисту середньої артилерії була усвідомлена тільки після появи скорострільних гармат калібру 120–152 мм.
За вдалим проєктом з невеликими проміжками в часі заклали відразу 4 корабля. Головні відмінності між ними були в пристрої барбетних установок. На «Катерині II» знаряддя висувалися над кромкою броні тільки на момент наведення і пострілу. На «Чесмі» і «Синопі» висунення гармат вже не передбачалося, але самі установки залишалися відкритими, а на «Георгії Побідоносці» застосували прикриття з похилою лобовою плитою, хоча товщина його залишалася незначною і захищала тільки від осколків, куль і дрібних снарядів.
у 1897 році почалася заміна котлів на більш сучасні водотрубні системи Бельвіля «зразка 1896», а також модернізація машин, на трьох перших кораблях серії. Згідно з проєктом, на всіх трьох кораблях вважалося за доцільне встановити шість 305-мм гармат довжиною сорок калібрів, дев'ять 152-мм гармат довжиною сорок п'ять калібрів, а також знищити бортові виступи, що помітно б збільшило бойові можливості броненосців. Нові 305-мм гармати були на 36% потужнішими аналогічних знарядь «Чесми» і на 63% — Катерини II, і пробивали 305-мм плиту броні Круппа з відстані однієї милі (1852 м). Їх скорострільність при установці в баштах з електричною системою подачі і наведення перевищувала б старі в три рази.
Однак, у зв'язку з нездатністю промисловості виробити достатню кількість 12" стволів і сучасних бронеплит, модернізацію озброєння перенесли на пізніший термін. У 1899 році питання знову було підняте. Пропонувалася значна модернізація, аж до зміни корпусів і установки двох двухорудійних 40-каліберних веж замість трьох барбетних установок. Однак загальна модернізація була оцінена у 8 мільйонів рублів і відмінена. Востаннє про модернізацію серії згадали у 1908 році і лише щодо «Георгія Побідоносця» і «Синопа» (через виведення зі складу флоту решти кораблів). Цього разу як альтернатива вже розглядалися 52-каліберний знаряддя калібру 305 мм і 120 мм Кане. Однак і цього разу вирішили заощадити (оскільки план передбачав модернізацію всіх застарілих кораблів флоту, вартість оцінювалася в 30 мільйонів рублів — немислиму на ті часи суму).
Броненосець «Катерина II» служив на Чорноморському Флоті. У 1907 застарілий корабель був виключений зі списків флоту, а у 1908 році перетворений в мішень для торпедних стрільб.
Рештки «Катерини II» були випадково виявлені учасниками експедиції в липні 2012 року в 100 км на південний захід від Севастополя. Панцерник має статус пам'ятки археології та історії місцевого значення України під номером 333-Св. Його офіційне місцезнаходження — зовнішній рейд порту Севастополь, координати: 44° 30' N, 32° 57' Е (Каламітська затока, на глибині 106 м).
За офіційними даними розібраний на метал у 1914 році в Миколаєві.

## Командири
- 1890- ?. Кологерас Леонід Костянтинович
- 12.1894-1896. Безуар Віктор Олександрович
- (1904) Дриженко Л. К.
- 01.1906-1907.11 Бєляєв Г. П.